# Bernhard von Lindenau
El Barón Bernhard August von Lindenau (11 de junio de 1780 - 21 de mayo de 1854) fue un abogado, astrónomo, político, y coleccionista de arte alemán.

## Semblanza
Lindenau nació en Altenburg, donde también murió. En 1830 fue Ministro del Interior durante un periodo turbulento en la historia de Sajonia. Al final de ese año supervisó las medidas tomadas para calmar las protestas violentas que reclamaban una reforma política.
Formó una colección de obras de arte italianas de los siglos XIV y XV (principalmente cuadros de pintores florentinos) en un esfuerzo para crear una conciencia artística en su país. Donó sus fondos a la ciudad de Altenburg con la condición de que se creara un museo para mostrar las piezas. El edificio estuvo acabado en 1875, convirtiéndose en el Museo Lindenau.
Lindenau editó el Monatliche Correspondenz zur Beförderung der Erd- und Himmels-Kunde (Correspondencia mensual para la promoción de la astronomía) desde 1807. La Revista fue fundada por Franz Xaver von Zach en 1800 y se publicó hasta 1813.
En 1809 se convirtió en corresponsal del Real Instituto de los Países Bajos, y cuando pasó a ser la Real Acemia de Ciencias y Artes de los Países Bajos en 1851 se convirtió en miembro extranjero. También fue elegido Miembro Extranjero Honorario de la Academia Estadounidense de las Artes y las Ciencias en 1822.
Murió en Windischleuba.

## Premios y honores
- El asteroide (9322) Lindenau conmemora su nombre.
- El cráter lunar Lindenau también lleva este nombre en su memoria.[3]
- El Museo Lindenau en Altenburg, denominado así en su honor.